# 老後2000万円問題
老後2000万円問題（ろうご2000まんえんもんだい）は、日本で懸念されている問題。

## 概要
2019年6月に公表された、金融庁の金融審議会市場ワーキング・グループの報告書から生じるとされるようになった問題である。この報告書を基とした報道が行われるなどで国会でも問題となった。報告書で述べられていた事柄では、平均的な高齢者の夫婦は毎月の赤字額は5万円となっており、この赤字は自身が保有する金融資産より補填している。この5万円の赤字が毎月続けば30年で約2000万円を取り崩す必要があるとのことであった。
この2000万円という数字は平均的な高齢夫婦をモデルケースとした数字であるために全ての人に当てはまるものでは無いものの、このことから老後2000万円問題が話題になり、多くの人が自身の老後に向けた資産形成や生活設計を見直すきっかけとなった。この2000万円が算出されることとなったモデルケースの夫婦は、世帯構成は65歳以上の夫と60歳以上の妻の夫婦、夫婦は共に無職で年金を主な収入源にする、住居は持ち家という構成であった。
日本社会で老後2000万円問題が注目されることとなった背景には、平均寿命の延伸、退職金の減額、働き方の多様化がある。働き方の多様化からでは、正社員であったならば退職後には厚生年金を受け取ることができるが、そうでなければ老後の年金収入は国民年金のみとなるために、自助努力で老後の資金を用意することとなる。退職金制度は、1992年には92%の企業に設けられていたものの、それが2017年には80%ほどの企業にしか存在していないと減少している。退職金制度が設けられていても、その支給される額は、1997年と2017年で比較してみれば3割から4割ほど減少している。少子化から若者により納付される年金が減少することもある。
この老後2000万円問題に対しては、これからの日本で物価上昇が続くことを考えれば老後には2000万円では足らずに、4000万円ほどが必要になるだろうという意見がある。これからは老人ホームの費用が高騰することから老後には5000万円が必要であるという意見がある。金融庁が計算しているのは厚生年金を受給できる夫婦であり、受け取れる年金が国民年金のみの夫婦ならば老後には6000万円が必要になるという意見がある。少子高齢化の加速や、円安などの要因や、年金を受給できる年齢が引き上げられることもあるため老後には5000万円以上が必要になるという意見がある。